# 駐西雅圖臺北經濟文化辦事處
駐西雅圖臺北經濟文化辦事處（英語：Taipei Economic and Cultural Office in Seattle，簡稱：TECO-Seattle）是中華民國外交部在美國華盛頓州西雅圖的領事館級辦事處。該辦事處領務轄區為華盛頓州、蒙大拿州、懷俄明州、愛達荷州、阿拉斯加州及奧勒岡州。

## 歷史

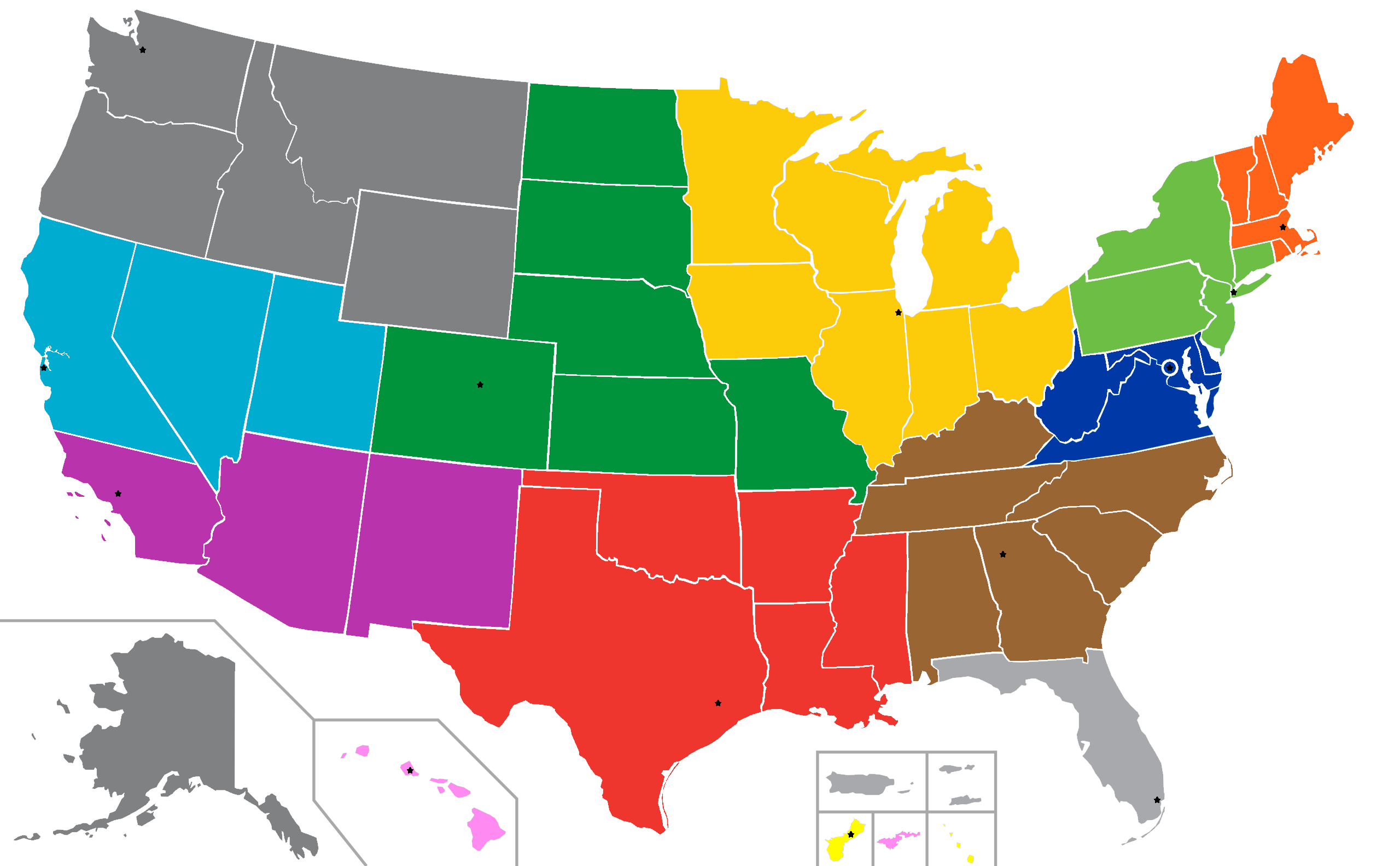
駐西雅圖臺北經濟文化辦事處領事轄區

1979年1月1日，中华民国与美国断交。同年2月28日，中華民國駐西雅圖總領事館閉館。3月1日，设立北美事務協調委員會駐西雅圖辦事處。1992年10月10日，更名为駐西雅圖臺北經濟文化辦事處:63。

## 歷任處長
- 陳毓駒：?
- 張小月：?
- 江國強：?—2004年12月
- 陳俊明：2004年12月—2008年10月
- 廖東周：2008年10月—2012年1月
- 金　星：2012年1月—2016年9月
- 姚金祥：2016年9月—2018年12月
- 范國樞：2018年12月—2020年8月
- 甄國清：2020年8月—2025年7月
- 林美呈：候任

## 外部連結
- 駐西雅圖臺北經濟文化辦事處 官方網站 （页面存档备份，存于）
- 駐西雅圖臺北經濟文化辦事處的Facebook專頁